# Ruskola
Ruskola is een dorp binnen de Zweedse gemeente Övertorneå. Het dorp ligt 3 kilometer ten zuiden van Övertorneå aan de Torne en Riksväg 99.
Bestuurscentrum: Övertorneå waaronder Turovaara
Tätort: Hedenäset · Juoksengi · Svanstein
Småort: Aapua · Haapakylä · Jänkisjärvi · Kuivakangas · Maaherra, Aili en Kieri · Neistenkangas · Pello · Poikkijärvi · Pudas · Rantajärvi
Overig: Alkullen · Armasjärvi · Bäckesta · Ekfors · Härkäsaadio · Hirvijärvi · Kannusjärvi · Kukasjärvi · Koutojärvi · Kuurajärvi · Kuusijärvi · Liehittäjä · Littiäinen · Luppio · Matojärvi · Mettäjärvi · Mukkajärvi · Oja · Olkamangi · Orjasjärvi · Pallakka · Penttäjä · Persomajärvi · Pirttijärvi · Potila · Puhkuri · Raitajärvi · Risudden-Vitsaniemi · Ruokojärvi · Ruskola · Siekasjärvi · Soukolojärvi · Soukolojoki · Vyöni · Ylinenjärvi · Ylinenjoki